# Norrois
Norrois ist eine französische Gemeinde mit 152 Einwohnern (Stand 1. Januar 2022) im Département Marne in der Region Grand Est. Sie hat eine Fläche von 4,15 km² und 152 Einwohner (2022).

## Geografie
Die Gemeinde Norrois liegt an der Marne, zwischen der Stadt Vitry-le-François und dem größten französischen Stausee Lac du Der-Chantecoq. Umgeben wird Norrois von den Nachbargemeinden Bignicourt-sur-Marne im Norden, Luxémont-et-Villotte im Nordosten, Matignicourt-Goncourt im Osten, Cloyes-sur-Marne im Südosten, Arzillières-Neuville im Südwesten sowie Blaise-sous-Arzillières im Westen.

## Bevölkerungsentwicklung
| Jahr                       | 1962 | 1968 | 1975 | 1982 | 1990 | 1999 | 2006 | 2018 |
| -------------------------- | ---- | ---- | ---- | ---- | ---- | ---- | ---- | ---- |
| Einwohner                  | 132  | 135  | 110  | 139  | 132  | 138  | 168  | 152  |
| Quellen: Cassini und INSEE |      |      |      |      |      |      |      |      |

## Sehenswürdigkeiten

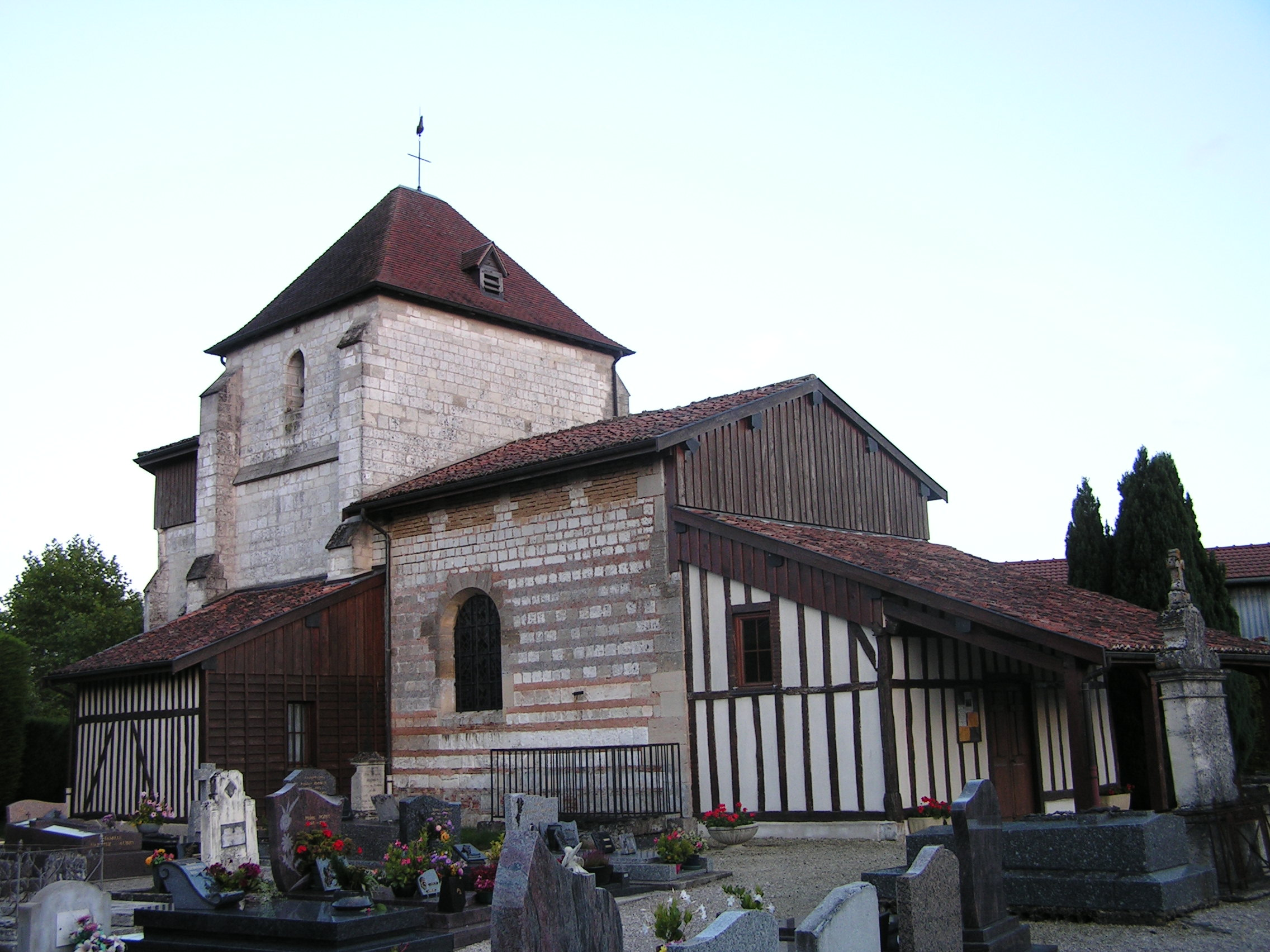
Kirche Saint-Martin

- Kirche Saint-Martin (Monument historique)